# اوکفیلد (جورجیا)
اوکفیلد (به انگلیسی: Oakfield) یک منطقهٔ مسکونی در ایالات متحده آمریکا است که در جورجیا واقع شده‌است. اوکفیلد ۸۱٫۹۹ متر بالاتر از سطح دریا واقع شده‌است.